# Почтовые марки России (1998)

Почтовые марки России (1998) — каталог знаков почтовой оплаты (марок, блоков, листов), введённых в обращение «Почтой России» в 1998 году.
Всего в этом году было выпущено 81 почтовая марка, 3 почтовых блока и 6 малых листов.

## Список коммеморативных марок
Порядок следования элементов в таблице соответствует номеру по каталогу марок России на официальном сайте издатцентра «Марка», в скобках приведены номера по каталогу «Михель».
| № | Изображение | Описание | Номинал                       | Дата        | Тираж                  | Художник                   | П      |
| --- | ----------- | --- | ----------------------------- | ----------- | ---------------------- | -------------------------- | ------ |
| № 418 (Mi #639) № 419 (Mi #640) № 418—419 (Mi #639—640)                                                       |             | 150 лет со дня рождения Василия Ивановича Сурикова (1848—1916). Автопортрет (1913): - Фрагмент картины «Меншиков в Берёзове» (1883, Государственная Третьяковская галерея). - «Боярыня Морозова» (1887, там же). | 1.50 руб.                     | 24 января   | 300 000                | Слонов М.                  | [ 3 ]  |
| № 420 (Mi #641) № 421 (Mi #642) № 420—421 (Mi #641—642)                                                       |             | 150 лет со дня рождения Виктора Михайловича Васнецова (1848—1926). Автопортрет (1873): - Фрагмент картины «Битва славян с кочевниками» (1881, Государственный Русский музей). - «Иван-Царевич на Сером волке» (1889, Государственная Третьяковская галерея). | 1.50 руб.                     | 24 января   | 300 000                | Слонов М.                  | [ 4 ]  |
| № 422 (Mi #643) № 423 (Mi #644) № 424 (Mi #645) № 422—424 (Mi #643—645KB)                                     |             | XVIII зимние Олимпийские игры (Япония, Нагано, 7—22.02): - Лыжные гонки. - Фигурное катание. - Биатлон. | 0.50 1.00 1.50 руб.           | 27 января   | 300 000 60 000         | Илюхин Б.                  | [ 5 ]  |
| № 425 (Mi #647) № 426 (Mi #646) № 427 (Mi #648) (Mi #648KB) № 428 (Mi #649) № 429 (Mi #650)                   |             | Фауна. Аквариумные рыбы: - Красная тетра-минор (Hyphessorbrycon callistus minor var.). - Трёхцветный лабео (Epalzeorhynchus bicolor var.). - Бахромчатоус Галины (Synodontis galinae). - Боция Кристины (Botia kristinae). - Цихлазома-попугай (Cichlasoma labiatum x C. severum albino var.). | 0.50 1.00 1.50 руб.           | 25 апреля   | 250 000 50 000         | Козлов И.                  | [ 6 ]  |
| № 430 (Mi #651) № 431 (Mi #652) № 432 (Mi #653) № 433 (Mi #654) № 430—434 (Mi #651—654KB) № 434 (Mi #655BL20) |             | 100 лет Государственному Русскому музею: - К. П. Брюллов. «Последний день Помпеи» (1883). - И. К. Айвазовский. «Девятый вал» (1850). - И. И. Шишкин. «Корабельная роща» (1898). - К. С. Петров-Водкин. «Богоматерь Умиление злых сердец» (1914—1915). - К. П. Беггров. «Михайловский дворец» (1832). | 1.50 3.00 руб.                | 17 марта    | 250 000 70 000 200 000 | Жаров А.                   | [ 7 ]  |
| № 435 (Mi #656BL21)                                                                                           |             | Всемирная выставка «ЭКСПО'98» в Лиссабоне (Португалия, 22.05—30.09). Дельфины-белобочки, российская эмблема Всемирной выставки «Экспо'98», контурная карта России с омывающими ее берега морями, текст: «Океан — достояние будущего». Шлюп — парусное судно XVIII-XIX вв, атомный ледокол, научно-исследовательское судно «Академик Мстислав Келдыш» и морская буровая установка (проект), смерч, вертолёт в ледовой разведке, глубоководный обитаемый аппарат «Мир», донные растения и представители морской фауны. | 3.00 руб.                     | 15 апреля   | 200 000                | Зайцев Л.                  | [ 8 ]  |
| № 436 (Mi #657)                                                                                               |             | 100 лет Московскому Художественному академическому театру. Здание МХАТа. Портреты создателей театра: В. И. Немирович-Данченко и К. С. Станиславский. | 1.50 руб.                     | 24 апреля   | 250 000                | Илюхин Б.                  | [ 9 ]  |
| № 437 (Mi #658)                                                                                               |             | Народные фестивали (праздники). Проводы русской зимы. Выпуск по программе «Европа». Картина народного праздника «Проводы русской зимы» (Масленицы). | 1.50 руб.                     | 5 мая       | 250 000                | Линде Г.                   | [ 10 ] |
| № 438 (Mi #659) № 439 (Mi #660) № 440 (Mi #661) № 441 (Mi #662) № 442 (Mi #663) № 438—442 (Mi #659—663KB)     |             | К 200-летию со дня рождения А. С. Пушкина. Рисунки поэта: - «Лицей». Рисунок в черновой рукописи VIII главы романа «Евгений Онегин» (1829—1830). - Алексей Николаевич Вульф (1804—1881). Рисунок в черновой рукописи (1830). - «Автопортрет» (1829). - «Татьяна» (героиня романа «Евгений Онегин»). Рисунок в черновой рукописи III главы романа. - «Драматические сцены» («Рыцарь») — обложка рукописи 1830 года. | 1.50 руб.                     | 28 мая      | 250 000 60 000         | Арцименев Ю.               | [ 11 ] |
| № 443 (Mi #664)                                                                                               |             | 350 лет Ульяновску. Здание Краеведческого музея Ульяновска на фоне высотной гостиницы «Венец», обелиск павшим героям в годы Великой Отечественной войны 1941—1945 гг., «Гончаровская беседка», возведенная в 1912 году в честь 100-летия со дня рождения писателя и уроженца Симбирска И. А. Гончарова (1812—1891), герб г. Симбирска, учрежденный в 1789 году. | 1.00 руб.                     | 28 мая      | 250 000                | Плетнев А.                 | [ 12 ] |
| № 444 (Mi #665)                                                                                               |             | 300 лет Таганрогу. Памятник Петру I на фоне здания Музея градостроительства и быта города, герб города Таганрога. | 1.00 руб.                     | 10 июня     | 250 000                | Плетнев А.                 | [ 13 ] |
| № 445 (Mi #666BL22)                                                                                           |             | Всемирные юношеские игры в Москве. Эмблема Всемирных юношеских игр. | 3.00 руб.                     | 25 июня     | 200 000                | Симоненков А.              | [ 14 ] |
| № 446 (Mi #667)                                                                                               |             | История Российского государства. Император Николай II (1868—1918). Продолжение серии. Семья императора Николая II: Николай II, императрица Александра Фёдоровна, великая княжна Татьяна, великая княжна Мария, великая княжна Анастасия, цесаревич Алексей (по фотографии 1913 г.). | 3.00 руб.                     | 30 июня     | 450 000                | Зайцев Л.                  | [ 15 ] |
| № 447 (Mi #668) № 448 (Mi #669) № 449 (Mi #670) № 450 (Mi #671) № 451 (Mi #672)                               |             | Флора. Лесные ягоды: - Виноград амурский, или уссурийский (Vitis amurensis). - Малина обыкновенная (Rubus idaeus). - Лимонник китайский (Schisandra chiensis). - Брусника (Vaccinium vitis-idaea). - Княженика, или поляника (Rubus arcticus). | 0.50 0.75 1.00 1.50 2.00 руб. | 10 июля     | 300 000                | Зобнина О.                 | [ 16 ] |
| № 452 (Mi #673)                                                                                               |             | 275 лет Екатеринбургу. Здание бывшего Дома союзов в Екатеринбурге на фоне здания гостиницы «Исеть», кафедральный собор Во Имя Явления Господня, административное здание, изображения архитектурных сооружений и экспонатов, находящихся в Музее истории архитектуры и промышленной техники Урала. | 1.00 руб.                     | 15 июля     | 250 000                | 250000                     | [ 17 ] |
| № 453 (Mi #674) № 454 (Mi #675) № 455 (Mi #676) № 456 (Mi #677)                                               |             | Разведчики. Герои Российской Федерации: - Л. Р. Квасников (1905—1993). - М. Коэн (1910—1995). - Л. Коэн (1913—1992). - А. А. Яцков (1913—1993). | 1.00 руб.                     | 10 августа  | 250 000                | Илюхин Б.                  | [ 18 ] |
| № 457 (Mi #678) № 458 (Mi #679) № 459 (Mi #680) № 460 (Mi #681) № 457—460 (Mi #678—681KB)                     |             | История Российского государства. Ордена России. (Продолжение серии): - Орден Святого Андрея Первозванного (1698). - Орден Святой Екатерины (1714). - Орден Святого Александра Невского (1725). - Орден Святого Георгия (1769). | 1.00 1.50 2.00 2.50 руб.      | 20 августа  | 250 000 50 000         | Зайцев Л.                  | [ 19 ] |
| № 461 (Mi #682) № 462 (Mi #686) № 463 (Mi #684) № 464 (Mi #685) № 465 (Mi #683)                               |             | Россия. Регионы: - Мурманская область. Вид на Кольский залив Баренцева моря, на восточном побережье которого находится Мурманск, первый в мире гражданский атомный ледокол «Ленин» (1959), фрагмент монумента, посвященного ледоколу «Ермак» — якорь корабля (1898), обелиск, посвященный портовикам, погибшим в годы Великой Отечественной войны (1967), сооружения Мурманского морского порта. - Республика Карелия. Водопад Кивач на реке Суна в заповеднике «Кивач» (1931), иллюстрация к карело-финскому эпосу «Калевала» (1835, 1849), один из главных героев эпоса — Вяйнямёйнен — создатель народного музыкального инструмента — кантеле. - Хабаровский край. Вид на правый берег реки Амур, на Амурский утёс Хабаровска, Центральный парк культуры и отдыха и смотровые площадки, памятник Е. П. Хабарову (1958) — русскому землепроходцу, чьим именем назван город. - Республика Бурятия. Вид на озеро Байкал, изображение Абая Гэсэрабатора — главного персонажа бурятского героического эпоса «Гэсэр». - Приморский край. Вид на залив Петра Великого на южном побережье Приморского края, фрагмент ростральной колонны, возведенной в честь 100-летия Владивостока (1960) и посвящённой команде корабля «Маньчжур», основавшей в 1860 году военный пост, получивший название «Владивосток». | 1.50 руб.                     | 15 сентября | 250 000                | Керносов А.                | [ 20 ] |
| № 466 (Mi #687)                                                                                               |             | Всемирный день почтовой марки. Международная неделя письма. Монумент, посвященный Всемирному почтовому союзу, находится в столице Швейцарии — г. Берне (1900, скульптор Ш. Р. де Сен-Марсо). Композиция из аббревиатур международных филателистических организаций и почтовых марок. | 1.00 руб.                     | 9 октября   | 300 000                | Раков Г.                   | [ 21 ] |
| № 467 (Mi #688)                                                                                               |             | 50 лет Всеобщей декларации прав человека. Юбилейная эмблема Организации Объединенных Наций, посвященная 50-летию Всеобщей декларации прав человека, принятой Генеральной Ассамблеей ООН 10 декабря 1948 года. Памятный текст: «Все люди рождаются свободными и равными в своем достоинстве и правах». Год прав человека в Российской Федерации, текст Федерального закона о ратификации конвенции о защите прав человека и изображение Государственного флага Российской Федерации. | 1.50 руб.                     | 15 октября  | 250 000                | Пекарская М.               | [ 22 ] |
| № 468 (Mi #689) (Mi #689Zf) (Mi #689KB)                                                                       |             | 10-летие банка МЕНАТЕП. Главное здание банка МЕНАТЕП в Москве. На фоне юбилейной даты текст: «Банк МЕНАТЕП – один из крупнейших финансовых институтов России. Основан в 1988 году». | 2.00 руб.                     | 29 октября  | 300 000 35 000         | Бельтюков В. Бельтюкова Е. | [ 23 ] |
| № 469 (Mi #690) № 470 (Mi #691) № 471 (Mi #692) № 472 (Mi #693) № 473 (Mi #694) № 474 (Mi #695)               |             | Достижения XX века: - Авиация. Самолет братьев Райт, пассажирский самолет Ил-96, военный самолет Су-37. - Космонавтика. Портрет в гермошлеме первого в мире космонавта Ю. А. Гагарина (1934—1968), американский космонавт и лунная кабина «Орел» на поверхности Луны, 3-ступенчатая ракета-носитель «Союз», первый в мире искусственный спутник Земли. - Телевидение. Телевизионные башни, находящиеся в Москве, Шанхае, Лондоне и Берлине на фоне ночного города, спутник связи, кинооператор с портативной телекамерой, диктор телевидения на экране. - Генетика. Композиция, символически представляющая генетику как науку о наследственности и изменчивости живых организмов: семья, схема деления ДНК, хромосомы в различных фазах деления. - Ядерная энергия. Композиция, иллюстрирующая различное использование ядерной энергии: атомный ледокол, ядерный взрыв, атомная электростанция. - Компьютеры. Композиция, представляющая варианты применения компьютеров в деятельности человека. | 1.00 руб.                     | 12 ноября   | 250 000                | Арцименев Ю.               | [ 24 ] |
| № 475 (Mi #696)                                                                                               |             | 100 лет со дня рождения М. И. Кошкина (1898—1940), конструктора танков. Портрет М. И. Кошкина, танк Т-34, изображение конструкторов танков у чертежной доски, а также атрибуты их труда. | 1.00 руб.                     | 20 ноября   | 250 000                | Зайцев Л.                  | [ 25 ] |
| № 476 (Mi #697)                                                                                               |             | С Новым годом! Дед Мороз на фоне курантов Спасской башни Московского Кремля. | 1.00 руб.                     | 1 декабря   | 250 000 55 000         | Ларюшина М.                | [ 26 ] |

## Третий выпуск стандартных марок
Порядок следования элементов в таблице соответствует номеру по каталогу марок России на официальном сайте издатцентра «Марка», в скобках приведены номера по каталогу «Михель».
| № | Изображение | Описание | Номинал                                                     | Дата     | Тираж    | Художник     | П      |
| --- | ----------- | --- | ----------------------------------------------------------- | -------- | -------- | ------------ | ------ |
| № 407 (Mi #628v) № 408 (Mi #629v) № 409 (Mi #630v) № 410 (Mi #631v) № 411 (Mi #632v) № 412 (Mi #633v) № 413 (Mi #634v) № 414 (Mi #635v) № 415 (Mi #636v) № 416 (Mi #637v) № 417 (Mi #638v)            |             | Третий выпуск стандартных почтовых марок Российской Федерации: - Сельское хозяйство. Зерноуборочные комбайны. - Нефтяная промышленность. Морские буровые платформы и буровое судно. - Экология. Охрана животного мира. Белые журавли — стерхи. - Радио и телевидение. Останкинская телевизионная башня в Москве. - Эмблема организации федеральной почтовой связи Российской Федерации. - Герб и флаг Российской Федерации. - Электроэнергетика. Опоры линий электропередачи и фрагмент турбины. - Транспорт. Электровоз. - Московский Кремль. Спасская башня и Большой Кремлёвский дворец. - Космическая связь. Спутник связи «Луч». - Искусство. Музыка. Пианист на фоне органа. | 0.10 0.15 0.25 0.30 0.50 1.00 1.50 2.00 2.50 3.00 5.00 руб. | 1 января | 100 000  | Арцименев Ю. | [ 27 ] |
| № 407А (Mi #628w) № 408А (Mi #629w) № 409А (Mi #630w) № 410А (Mi #631w) № 411А (Mi #632w) № 412А (Mi #633w) № 413А (Mi #634w) № 414А (Mi #635w) № 415А (Mi #636w) № 416А (Mi #637w) № 417А (Mi #638w) |             | Третий выпуск стандартных почтовых марок Российской Федерации: - Сельское хозяйство. Зерноуборочные комбайны. - Нефтяная промышленность. Морские буровые платформы и буровое судно. - Экология. Охрана животного мира. Белые журавли — стерхи. - Радио и телевидение. Останкинская телевизионная башня в Москве. - Эмблема организации федеральной почтовой связи Российской Федерации. - Герб и флаг Российской Федерации. - Электроэнергетика. Опоры линий электропередачи и фрагмент турбины. - Транспорт. Электровоз. - Московский Кремль. Спасская башня и Большой Кремлёвский дворец. - Космическая связь. Спутник связи «Луч». - Искусство. Музыка. Пианист на фоне органа. | 0.10 0.15 0.25 0.30 0.50 1.00 1.50 2.00 2.50 3.00 5.00 руб. | 1 января | массовый | Арцименев Ю. | [ 28 ] |

## Комментарии
1. ↑  Ниже приведён перечень коммеморативных марок (с возможностью сортировки по номиналу, тиражу и дате введения в обращение).
2. ↑  Ниже приведён перечень стандартных марок (с возможностью сортировки по номиналу, тиражу и дате введения в обращение).